# Álftafell
Álftafell är ett berg i republiken Island. Det ligger i regionen Austurland, 400 km öster om huvudstaden Reykjavík. Toppen på Álftafell är 802 meter över havet.
Runt Álftafell är det mycket glesbefolkat, med 2 invånare per kvadratkilometer. Närmaste större samhälle är Reyðarfjörður, omkring 20 kilometer nordväst om Álftafell. Trakten runt Álftafell består i huvudsak av gräsmarker.